# جوزيف رايدر فارينغتون
جوزيف رايدر فارينغتون (بالإنجليزية: Joseph Rider Farrington)‏ هو ناشر ومراسل ميداني وسياسي أمريكي، ولد في 15 أكتوبر 1897 في الولايات المتحدة، وتوفي في 19 يونيو 1954 في الولايات المتحدة. حزبياً، نشط في الحزب الجمهوري. وقد انتخب عضو مجلس النواب في هاواي (1934 – 1942) وانتخب عضو مجلس النواب الأمريكي (3 يناير 1943 – 19 يونيو 1954).